# Switched
Switched (Switched at Birth, littéralement Échangées à la naissance) est une série télévisée américaine en 103 épisodes de 42 minutes créée par Lizzy Weiss et diffusée entre le 6 juin 2011 et le 11 avril 2017 sur ABC Family / Freeform. Au Canada, les dix premiers épisodes ont été diffusés depuis le 16 janvier 2012 sur YTV et W Network, et depuis le 26 mars 2012 sur ABC Spark.
En France, la série est diffusée depuis le 23 mars 2012 sur M6 et rediffusée depuis le 3 janvier 2014 sur 6ter et au Québec depuis le 24 février 2014 sur VRAK.TV. En Belgique, la série est diffusée depuis le 31 octobre 2016 sur AB3. Néanmoins, elle reste inédite dans les autres pays francophones.

## Synopsis
Le 22 octobre 1995, deux jeunes filles sont échangées à la naissance à cause d'une erreur humaine au sein d'un hôpital. Quinze ans plus tard, l'une des jeunes filles échangées, Bay Kennish, découvre que ses parents ne sont pas ses parents biologiques à la faveur d'un test qu'elle réalise lors d'un cours de biologie. Les résultats de celui-ci montrent que Bay n'a pas le même groupe sanguin que ses parents. Ces résultats poussent la jeune fille à demander à ses parents de réaliser un test ADN pour s'assurer de sa filiation, déjà contrariée par le fait qu'elle ne ressemble absolument pas à sa mère physiquement. Le test ADN révèle que Bay n'est pas la fille biologique des Kennish. C'est en réalité une certaine Daphné Vasquez qui est leur fille biologique, tandis que Bay est la fille d'une certaine Régina Vasquez.
Du fait de cet échange, Bay a grandi dans une grande maison au sein d'une famille aisée, aux côtés de John et Kathryn Kennish et leur fils Toby, alors que Daphné Vasquez, qui a perdu son audition à la suite d'une méningite, a été élevée par Régina et sa grand-mère Adrianna dans un quartier pauvre tandis qu'Angelo, le père de famille, a abandonné le foyer familial alors que Daphné n'avait que trois ans. La situation se complique quand les deux familles se rencontrent et doivent apprendre à vivre ensemble pour le bien des filles. Daphné et Régina emménagent alors dans une dépendance de la résidence des Kennish. Les deux jeunes filles doivent apprendre à se connaître et à faire face à leur futur destin…

## Distribution

### Acteurs principaux
- Katie Leclerc (VF : Chloé Berthier) : Daphné Paloma Vasquez
- Vanessa Marano (VF : Kelly Marot) : Bay Madeline Kennish
- Constance Marie (VF : Anne Dolan) : Régina Lourdes Vasquez
- D. W. Moffett (VF : Pierre Tessier) : John Kennish
- Lea Thompson (VF : Céline Monsarrat) : Kathryn Kennish
- Lucas Grabeel (VF : Alexis Tomassian) : Toby Kennish
- Sean Berdy : Emmett Bledsoe
- Gilles Marini (VF : Thomas Roditi) : Angelo Sorrento (récurrent saison 1, principal saison 2 à 3)

Photos des acteurs principaux
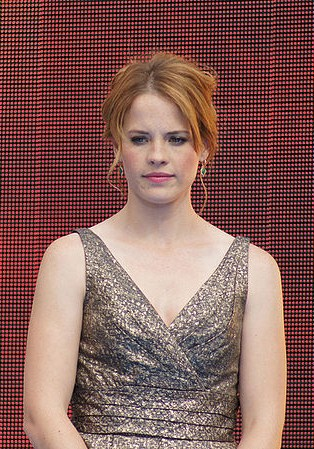
Katie Leclerc interprète Daphné Vasquez
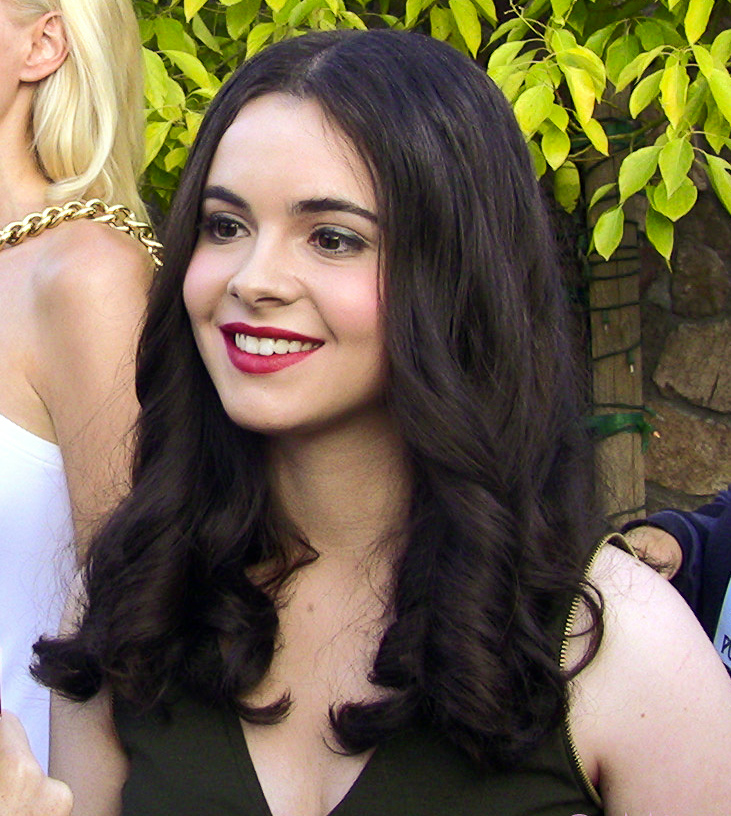
Vanessa Marano interprète Bay Kennish
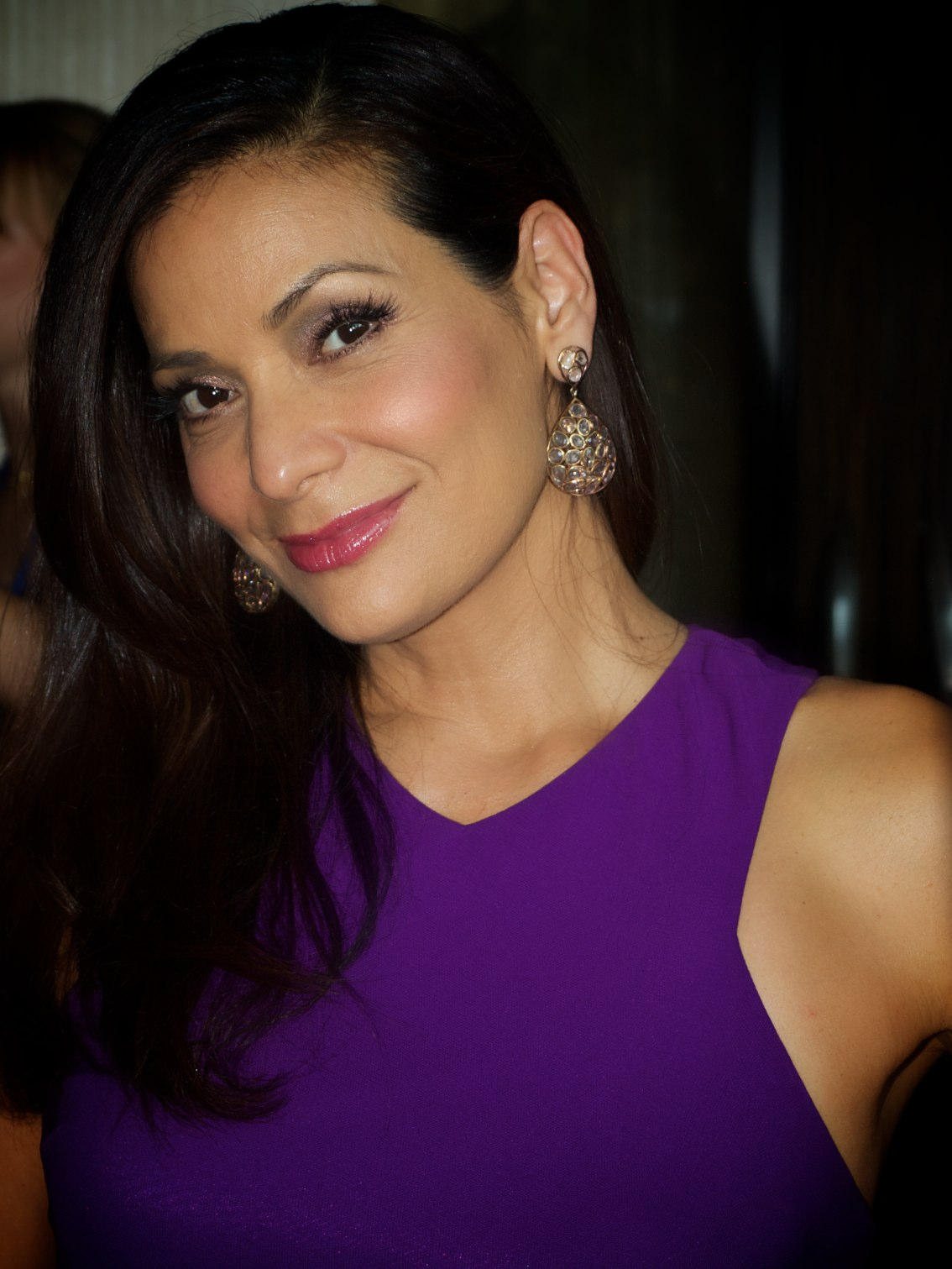
Constance Marie interprète Regina Vasquez
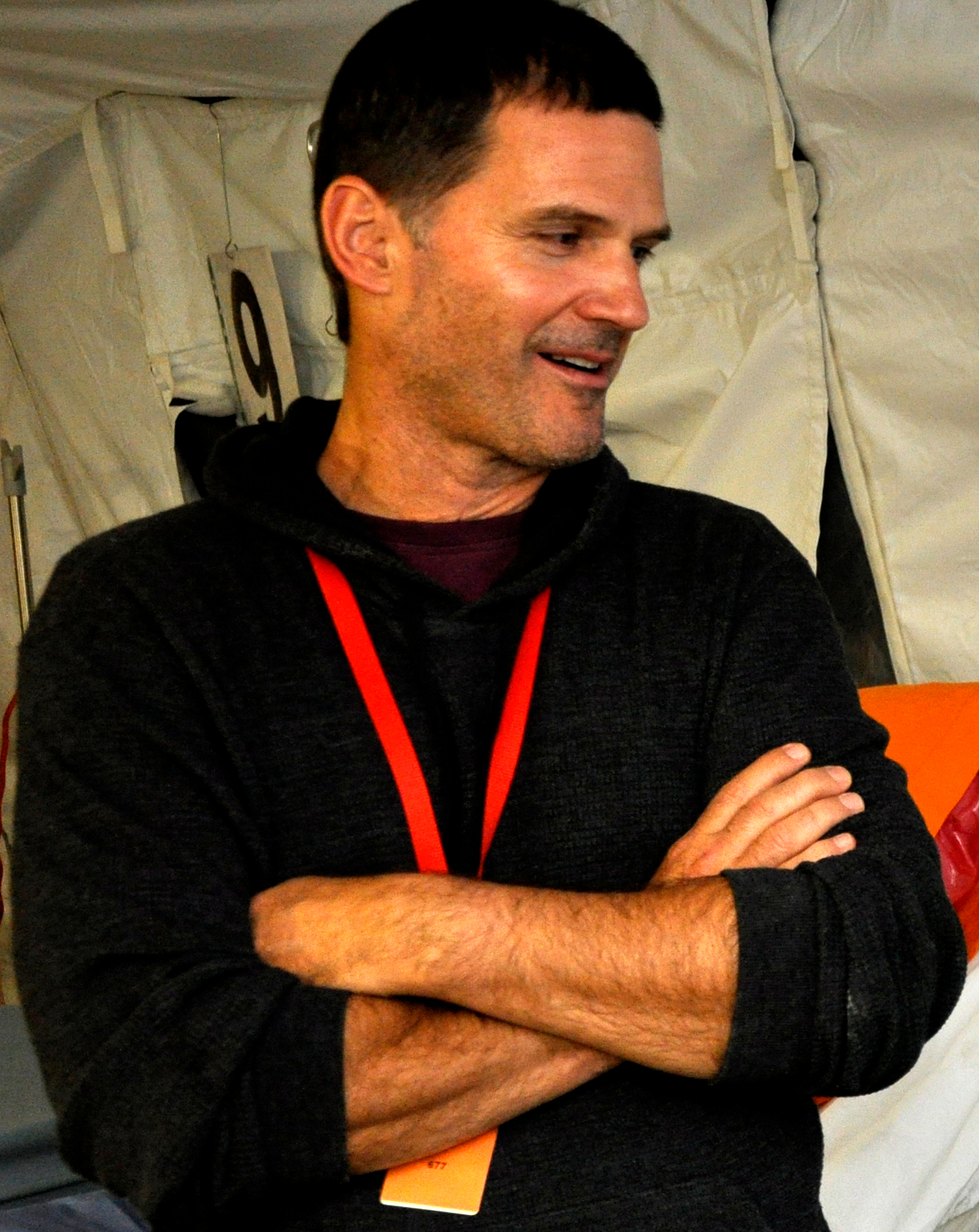
D. W. Moffett interprète John Kennish
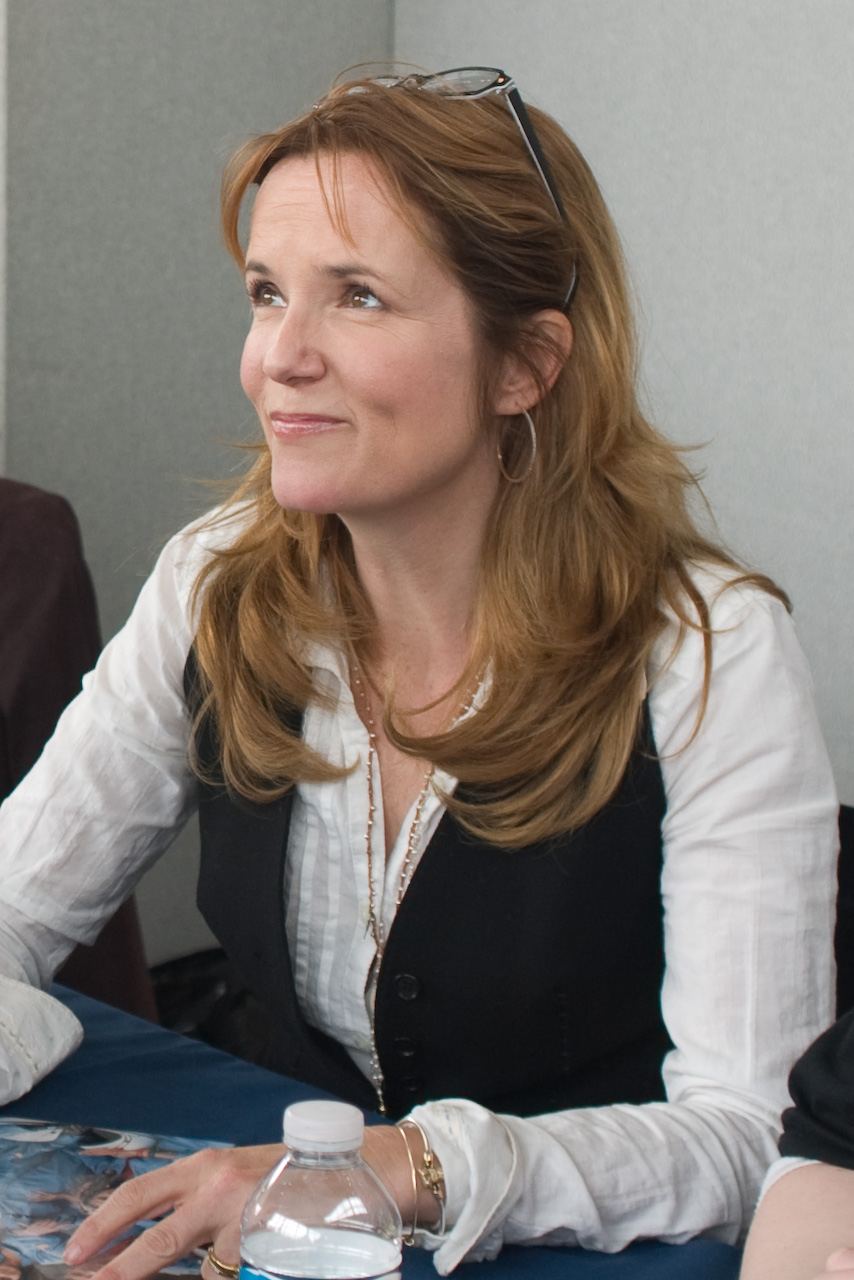
Lea Thompson interprète Kathryn Kennish
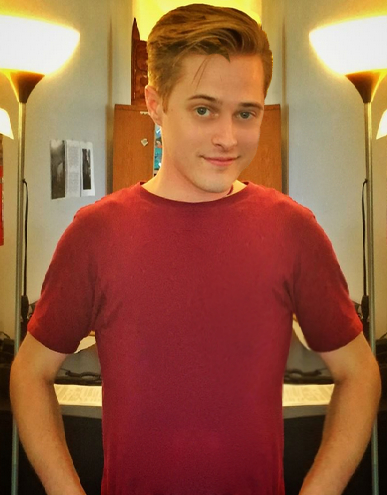
Lucas Grabeel interprète Toby Kennish
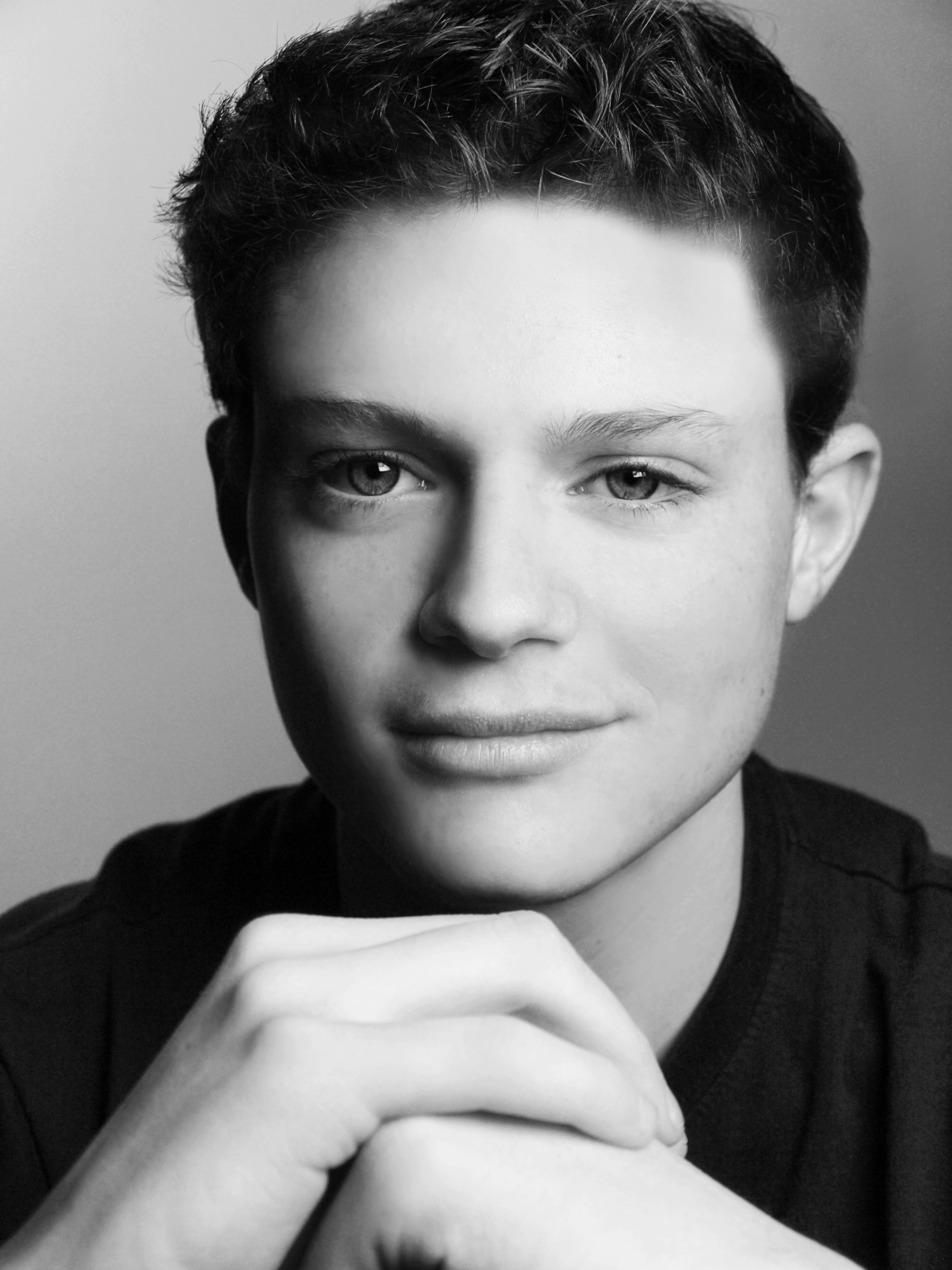
Sean Berdy interprète Emmett Bledsoe
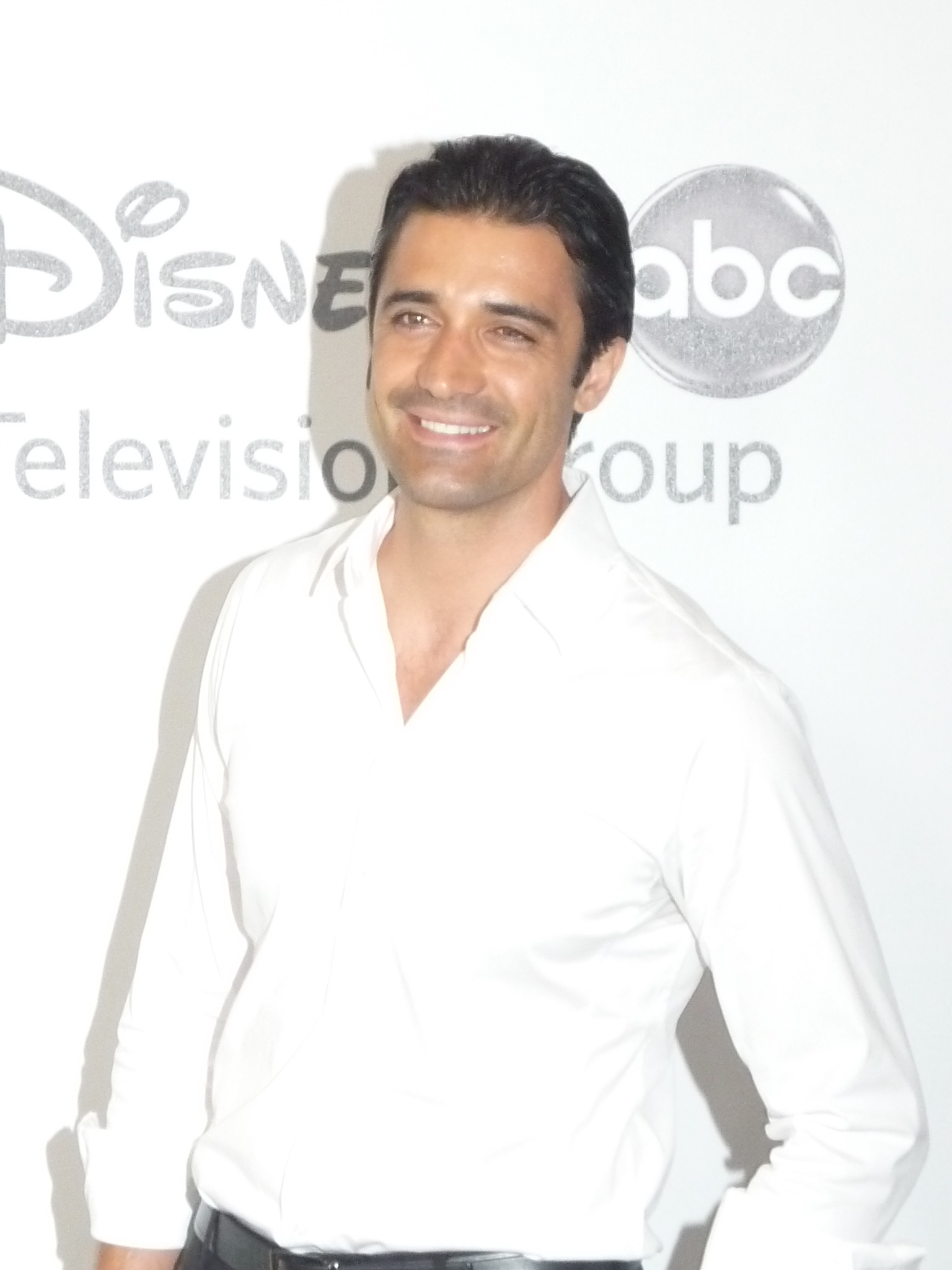
Gilles Marini interprète Angelo Sorrento

### Acteurs récurrents et invités
- Marlee Matlin (VF : Pauline Brunel) : Melody Bledsoe
- Ryan Lane (VF : Grégory Quidel) : Travis
- Maiara Walsh (VF : Aurélie Fournier) : Simone Sinclair (saisons 1, 2 et 5)
- Blair Redford (VF : Donald Reignoux) : Tyler « Ty » Mendoza (saisons 1 et 2)
- Justin Bruening (VF : Axel Kiener) : le chef Jeff Reycraft (saisons 1 et 2)
- Cassi Thomson (VF : Claire Baradat) : Nikki Papagus (saisons 1 et 2)
- Annie Ilonzeh (VF : M'Bembo) : Lana Bracelet (saisons 1 et 2)
- Tania Raymonde (VF : Alexandra Corréa) : Zarra (saisons 1 et 2)
- Meeghan Holaway (en) (VF : Véronique Alycia) : Amanda Burke (saisons 1 et 2)
- Austin Butler (VF : Tony Marot) : James « Wilke » Wilkerson III (saison 1)
- Samuel Page (VF : Damien Ferrette) : Craig Tebbe (saison 1 et 4)
- Charles Michael Davis (VF : Diouc Koma) : Liam Lupo (saison 1)
- Jason Brooks (VF : Serge Biavan) : Bruce (saison 1)
- Ivonne Coll (VF : Julie Carli) : Adriana Vasquez (saison 1 à 3)
- Tammy Townsend (en) (VF : Annie Milon) : Denise (saison 1)
- Oliver Muirhead (en) (VF : Pierre Margot) : Geraldo (saison 1)
- Christopher Wiehl (VF : Jean-Pascal Quilichini) : Patrick (saison 1)
- Carlease Burke (VF : Martine Maximin) : la principale Rose (saison 1)
- Brandon P. Bell (en) (VF : Jean-Baptiste Anoumon) : le coach Medlock (saison 1)
- Manish Dayal (VF : Arthur Pestel) : Scuba (saison 1)
- Phil Abrams (VF : Charles Borg) : Ed Calston (saison 1)
- Jim Holmes (VF : Charles Borg) : Conrad Chaplin (saison 1)
- Robert Curtis Brown (VF : Bernard Lanneau) : Ivan Roman (saison 2)
- Stephanie Nogueras (en) (VF : Agnès Cirasse) : Natalie Pierce (saison 2 et 3)
- Max Lloyd-Jones (VF : Julien Alluguette) : Noah (saison 2)
- Zoey Deutch (VF : Jessica Barrier) : Elisa Sawyer (saison 2)
- B. K. Cannon (en) : Mary Beth Tucker
- Danielle Rayne (VF : Florence Cabaret) : Patricia Sawyer (saison 2)
- Kari Coleman (VF : Dorothée Jemma) : Whitney (saison 2)
- Matt Kane (en) (VF : Fabrice Fara) : Jace (saison 2)
- Matthew Risch (VF : Raphaël Cohen) : le sénateur Chip Coto (saison 2)
- John Keston (VF : Jean-Michel Vaubien) : Carter (saison 2)
- Todd Williams : Zane (saison 2, 5 épisodes)
- Joey Lauren Adams (VF : Virginie Ledieu) : Mme Papagus, la mère de Nikki (saison 2)
- Anthony Natale : Cameron Bledsoe, le père d'Emmett Bledsoe (saison 1 à 3)
- Ashley Fiolek : Mlle Robin Swiller, une fille sourde, passionnée de moto (saison 1)
- TL Forsberg : Mlle Oliva, l'ex-petite amie de Cameron Bledsoe, le père d'Emmett Bledsoe (saison 1)
- Daniel Durant : Matthew, un étudiant sourd de Cartlon et ami de Natalie Pierce (saisons 2 et 3)
- Nathalia Ramos : Gretchen (saison 3, 2 épisodes)
- Alec Mapa (VF : Mike Fédée) : Renzo (saison 3)

Photos des acteurs secondaires
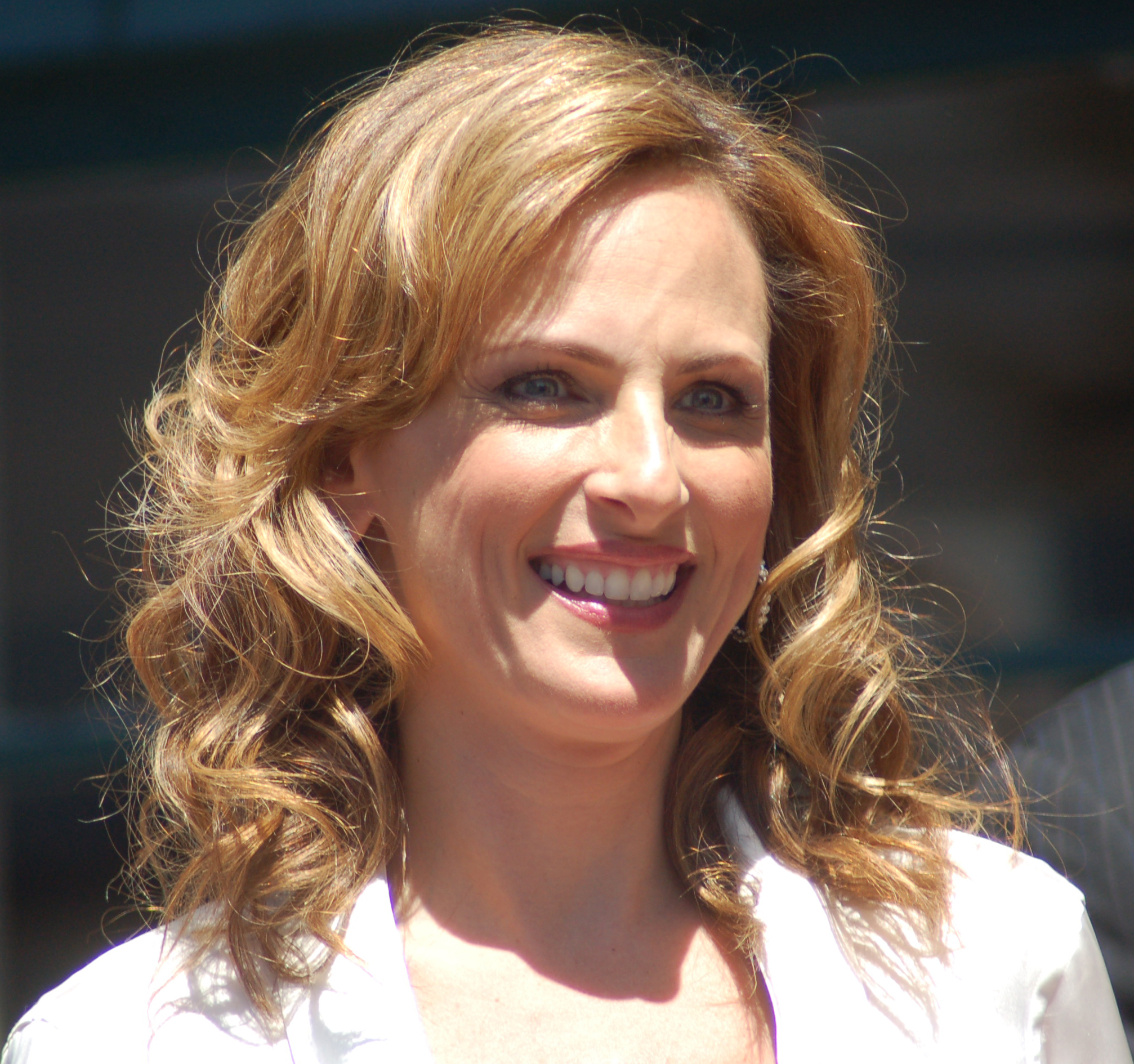
Marlee Matlin interprète Melody Bledsoe
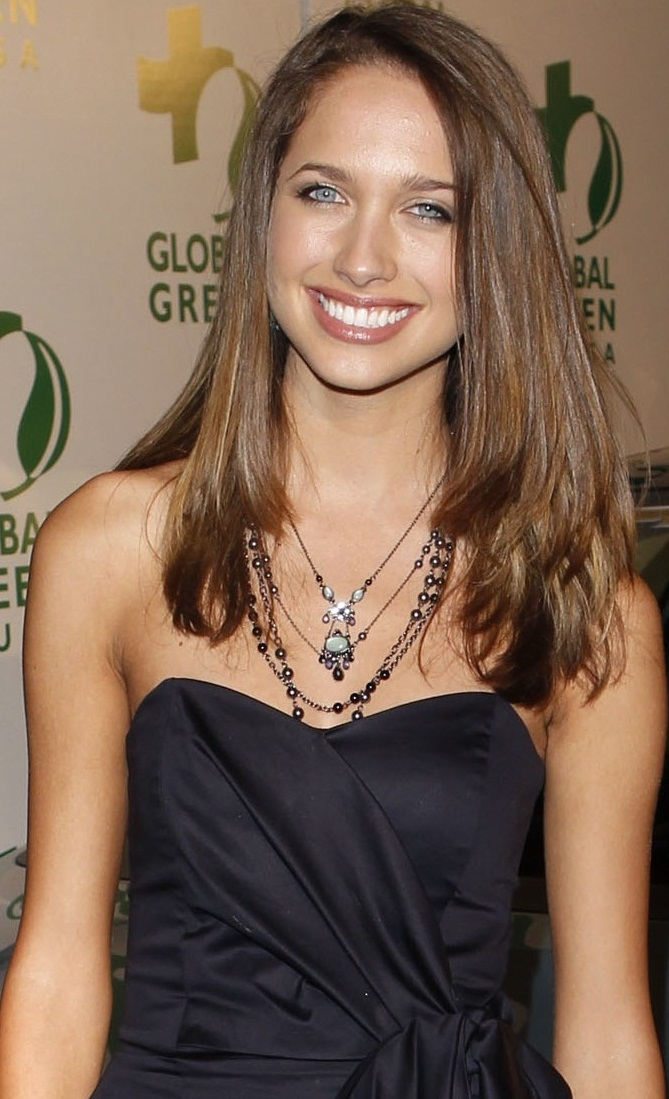
Maiara Walsh interprète Simone Sinclair
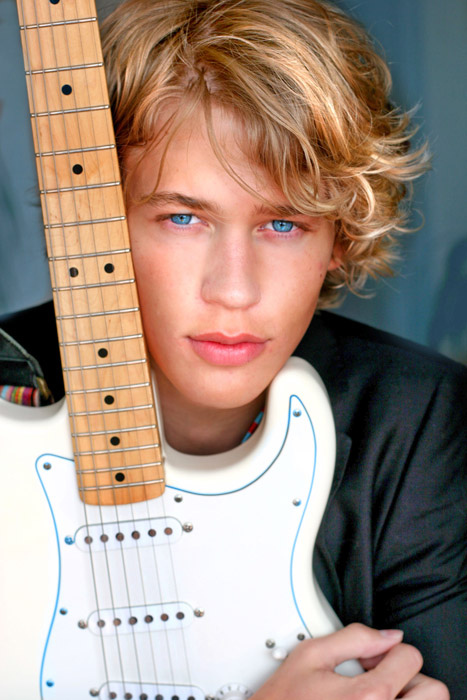
Austin Butler interprète James Wilkerson
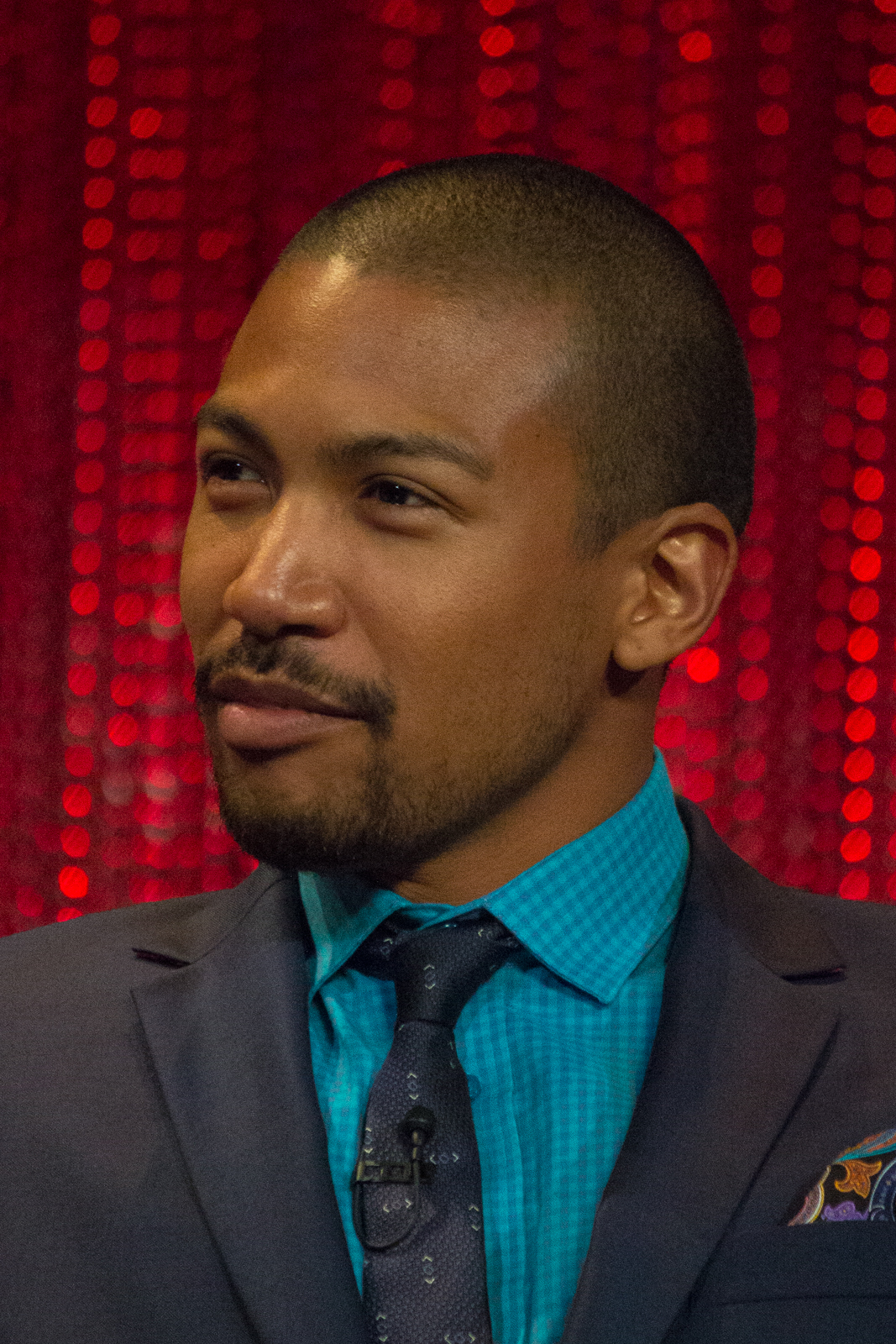
Charles Michael Davis interprète Liam Lupo
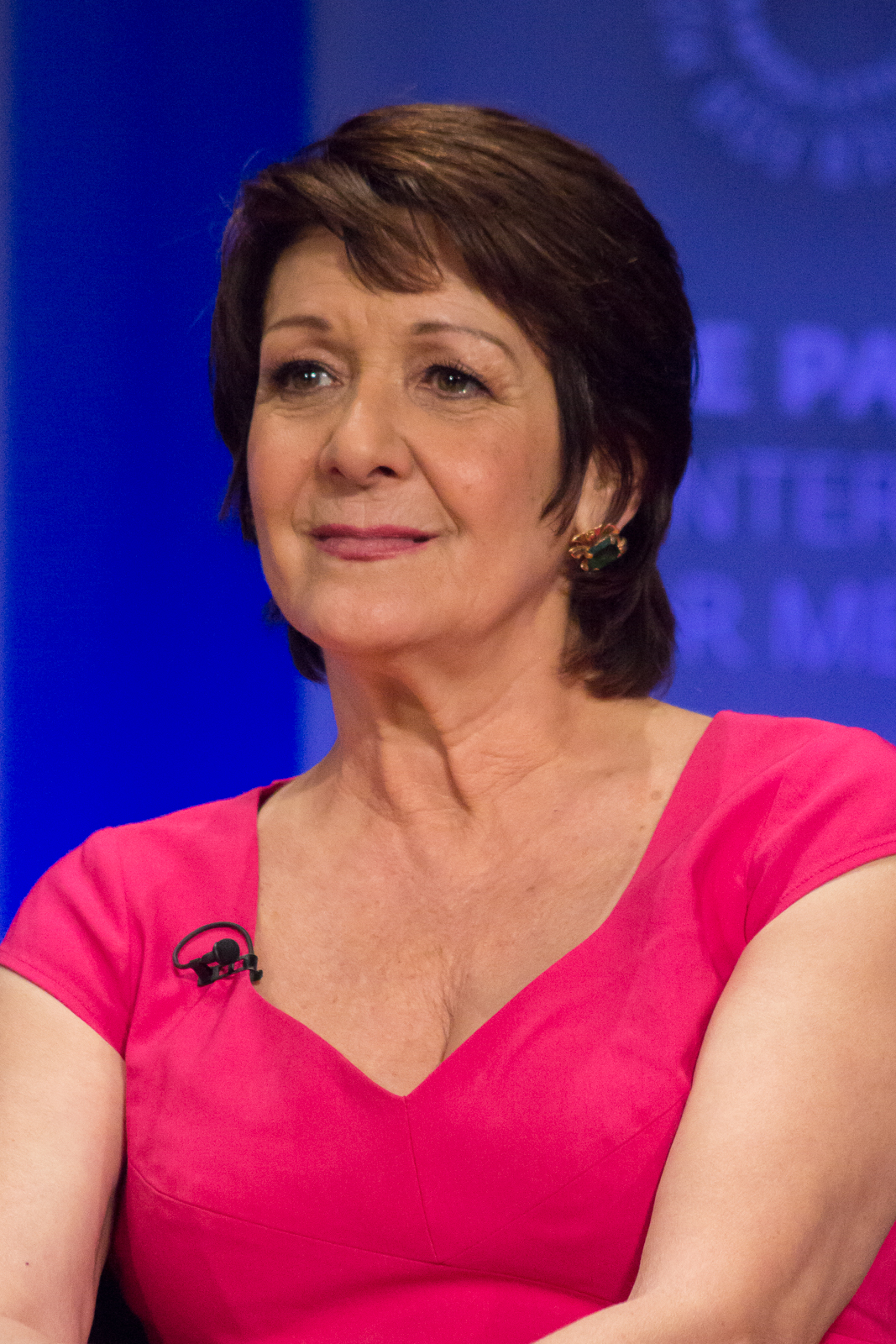
Ivonne Coll interprète Adriana Vasquez
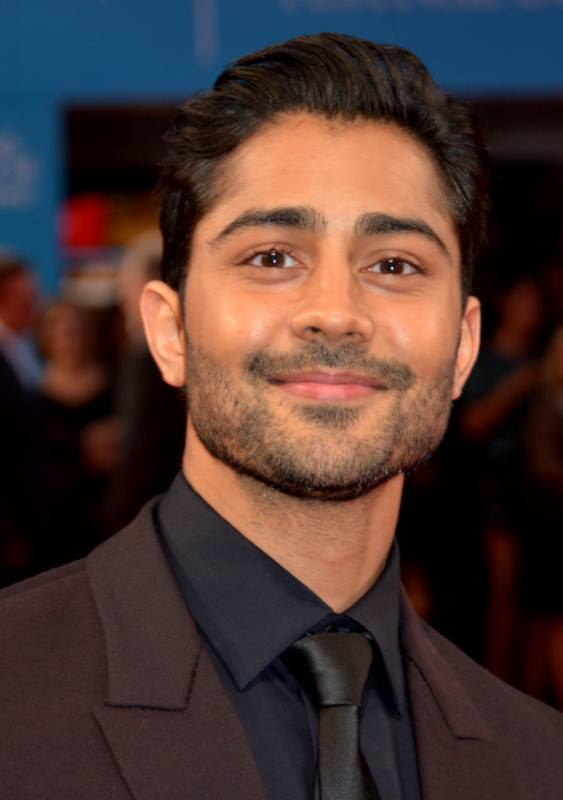
Manish Dayal interprète Scuba
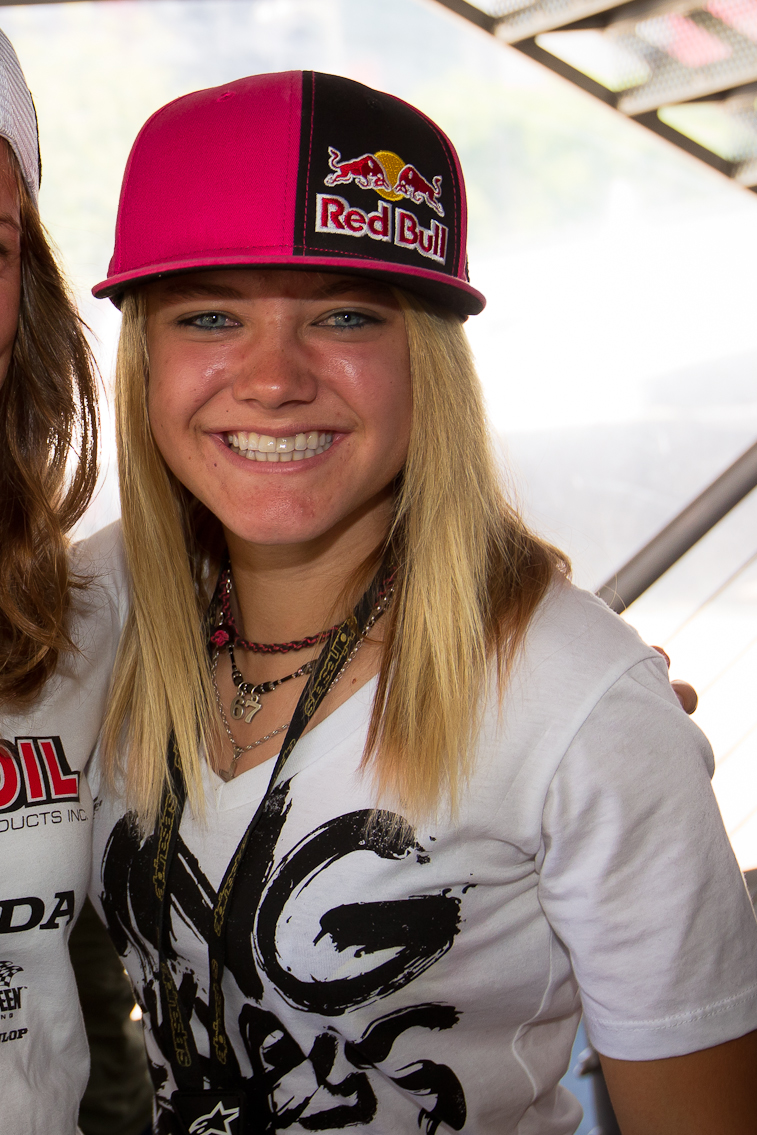
Ashley Fiolek interprète Robin Swiller
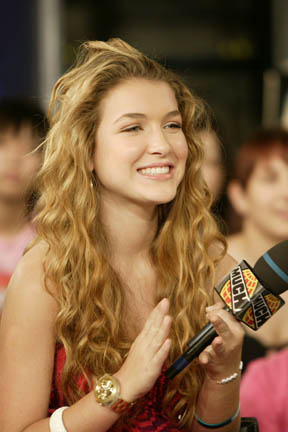
Nathalia Ramos interprète Gretchen
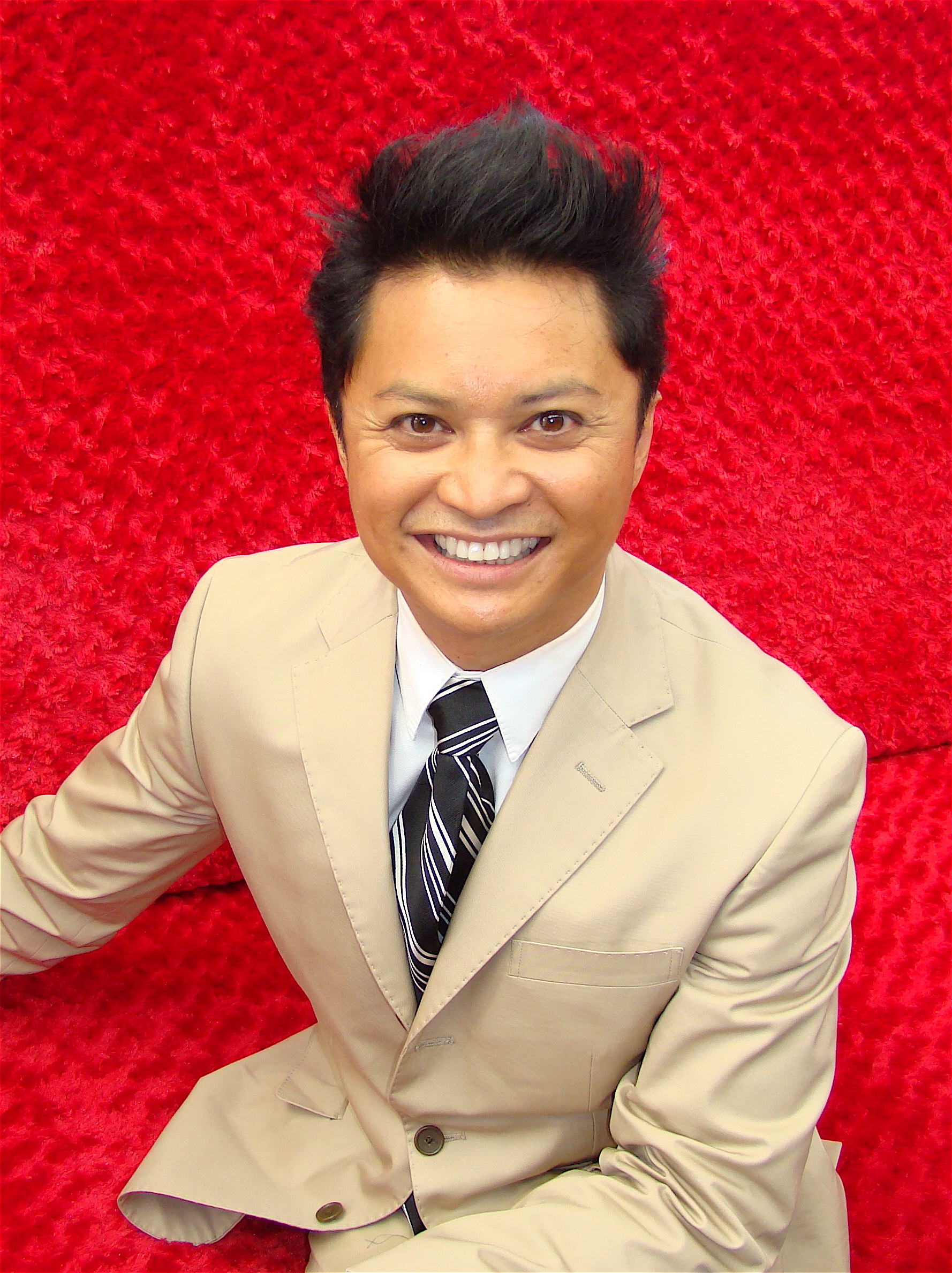
Alec Mapa interprète Renzo

Version française
- Société de doublage : Dubbing Brothers[5],[6]
- Direction artistique : Marjorie Frantz[5],[6]
- Adaptation des dialogues : Brigitte Grimbalt, Sophie Arthuys, Christine De Chérisey et Sauvane Delanoë[5]

 Source et légende : version française (VF) sur RS Doublage et Doublage Séries Database

## Épisodes

### Première saison (2011-2012)
1. Nées sous une autre étoile (This Is Not a Pipe)
2. Quelque chose à cacher (American Gothic)
3. Mon père cet inconnu (Portrait of My Father)
4. Touche pas à mon ex (Dance Amongst Daggers)
5. Poker Menteur (Dogs Playing Poker)
6. Sur les traces du passé (The Persistence of Memory)
7. Fais-moi un signe (The Stag Hunt)
8. La Boîte de Pandore (Pandora's Box)
9. Un anniversaire pour deux (Paradise Lost)
10. Le Retour d'Angelo (The Homecoming)
11. Une nuit rock'n roll (Starry Night)
12. Belles et rebelles (The Tempest)
13. Mauvaise fréquentation (Self Portrait with a Bandaged Ear)
14. Un mal pour un bien (Les Sœurs d'Estrées)
15. Des mensonges et des hommes (Expulsion From the Garden of Eden)
16. Le Regard des autres (Las Dos Fridas)
17. Portrait de famille (Protect Me From What I Want)
18. L'Enfance de l'art (The Art of Painting)
19. Des nouvelles du front (Write a Lonely Soldier)
20. L'Île de Bay (Game On)
21. La Nuit des sourds-vivants (The Sleep of Reason Produces Monsters)
22. Le Bal de fin d'année (Venus, Cupid, Folly, and Time)
23. Pardonne-moi (This is the Color of My Dreams)
24. Mariage gris (The Intruder)
25. Le Choc des cultures (The Shock of Being Seen)
26. Les Enfants Terribles (Tree of Forgiveness)
27. Smack (The Declaration of Independence)
28. Raison et sentiments (We Are the Kraken of Our Own Sinking Ships)
29. Le Procès (The Trial)
30. D'une vie à l'autre (Street Noises Invade the House)

### Deuxième saison (2013)
Le 17 août 2012, ABC Family a renouvelé la série pour une deuxième saison diffusée depuis le 7 janvier 2013.
1. Opportunités à saisir (The Door to Freedom)
2. Les Enfants du silence(The Awakening Conscience)
3. Le Jeu de la tolérance (Duel of Two Women)
4. Devine qui vient diner ? (Dressing for the Charade)
5. Un monde sans pitié (The Acquired Inability to Escape)
6. L'Anti Saint Valentin (Human/Need/Desire)
7. Les Vieux Démons (Drive in the Knife)
8. Sauver Carlton (Tight Rope Walker)
9. Résistance (Uprising)
10. Amères victoires (Introducing the Miracle)
11. Faux départs (Mother and Child Divided)
12. Mères et filles (Distorted House)
13. Des problèmes et des ados (The Good Samaritan)
14. Des cœurs fragiles (He Did What He Wanted)
15. Et si… (Ecce Mono)
16. Aux petits soins (The Physical Impossibility of Death in the Mind of Someone Living)
17. À deux, on est plus forts (Prudence, Avarice, Lust, Justice, Anger)
18. Des vérités dures à dire (As the Shadows Deepen)
19. David contre Goliath (What Goes Up Must Come Down)
20. Un mariage et deux enterrements (The Merrymakers)
21. Le Temps d'un été (Departure of Summer)

### Troisième saison (2014)
Le 30 juillet 2013, ABC Family a renouvelé la série pour une troisième saison diffusée depuis le 13 janvier 2014. La diffusion prend une pause après le 11e épisode et reprend le 16 juin 2014.
1. Dernière rentrée (Drowning Girl)
2. Corps à corps (Your Body is a Battleground)
3. L'Art et la manière (Fountain)
4. Mauvais timing (It Hurts to Wait With Love If Love Is)
5. La Crise de la cinquantaine (Have You Really the Courage ?)
6. Cluedo (The Scream)
7. Mauvaise passe (Memory is Your Image of Perfection)
8. Danse ta vie (Dance Me to the End of Love)
9. Petits secrets entre adultes (The Past (Forgotten-Swallowed))
10. La Rage de vaincre (The Ambush)
11. La Fin de l'innocence (Love Seduces Innocence, Pleasure Entraps, and Remorse Follows)
12. Assumer les conséquences (Love Among the Ruins)
13. Haut les cœurs ! (Like a Snowball Down a Mountain)
14. Le Bonheur des uns (Oh, Future)
15. Les Walkyries (And We Bring the Light)
16. Adieu, Angelo (The Image Disappears)
17. Voyage à Chicago (Girl With Death Mask (She Plays Alone))
18. Perte de repères (It Isn't What You Think)
19. Que jeunesse se fasse (You Will Not Escape)
20. Le Cœur des femmes (Girl on the Cliff)
21. La Vie devant soi (And Life Begins Right Away)
22. Le Miracle de Noël (Yuletide Fortune Tellers)

### Quatrième saison (2015)
Le 13 août 2014, la série a été renouvelée pour une quatrième saison diffusée depuis le 6 janvier 2015. La diffusion prend une pause après le 10e épisode et reprend le 24 août 2015.
1. Point de non-retour (And It Cannot Be Changed)
2. Loin des yeux (Bracing the Waves)
3. Le Triathlon des dortoirs (I Lock the Door Upon Myself)
4. Une belle surprise (We Were So Close…)
5. Grand bonheur, grand malheur (At The First Clear Word)
6. Une situation inextricable (Black and Gray)
7. Les éléments se déchaînent (Fog and Storm and Rain)
8. Un nouveau départ (Art Like Love It Dedication)
9. Le Bon vieux temps (The Player's Choice)
10. Je t'aime moi non plus (There Is My Heart)
11. Si c'était à refaire (To Repel Ghosts)
12. L'Heure des choix (How Does A Girl Like You Get To Be a Girl Like You ?)
13. Espoirs et craintes (Between Hope And Faith)
14. Après le deuil (We Mourn, We Weep, We Love Again)
15. Spring Break (Instead of Damning the Darkness, it's Better to Light a Little Lantern)
16. Retour de flammes (Borrowing Your Enemy's Arrows)
17. Dilemmes (To The Victor Belong The Spoils)
18. Se perdre, puis se retrouver (The Accommodations of Desire)
19. La Douche froide (I Mad Tea Party)
20. Faux-semblants (And Always Searching for Beauty)

### Cinquième saison (2017)
Le 21 octobre 2015, ABC Family renouvelle la série pour une cinquième saison, diffusée à partir du 31 janvier 2017.
La saison aura un total de dix épisodes qui devraient clore la série selon la créatrice. Le nombre total d'épisodes sera donc de 103 épisodes. La série se termine officiellement le 12 avril 2017.
1. L'Appel (The Call)
2. Malentendu (This Has to Do with Me)
3. La roue tourne (Surprise)
4. Jalousie (Relation of Lines and Colors)
5. La Lutte (Occupy Truth)
6. La Force de l'âge (Four Ages in Life)
7. Le Cœur serré (Memory (The Heart))
8. Que la lumière soit (Left in Charge)
9. Révélation (The Wolf is Waiting)
10. L'A.D.N (Long Live Love)

## Diffusion en France
- Lors de sa diffusion en France, 6ter découpe la première saison de trente épisodes en deux : 22 épisodes composeront la première saison de la série et les huit autres épisodes seront comptabilisés dans la saison 2[2]. Par conséquent, la saison 2 s'ouvre avec l'épisode 23 (« Pardonne-moi ») de la saison 1. La diffusion de la saison 2 commence le 14 février 2014 sur 6ter, mais la chaîne décide ensuite de faire une pause dans la diffusion de cette saison 2, s'achevant le 14 mars 2014 avec l'épisode 8 (« D'une vie à l'autre »), soit la réelle fin de la première saison.
- Pour la rediffusion de la saison 1 à partir du 1er juin 2015 en access prime-time sur 6ter, la série reprend le guide des épisodes originales, la saison 1 reprend les trente épisodes d'origines. À la suite de cette rediffusion qui se termine le 19 juin 2015 à 20 h 55, la saison 2 sera diffusée en prime-time le soir même avec trois épisodes (soit les épisodes 2.09, 2.10, 2.11 en France).

## Univers de la série

### Personnages
- Daphné Vasquez est la fille biologique de John et Kathryn Kennish, et la fille légale de Regina Vasquez. Elle est née le 22 octobre 1995 ; et est devenue sourde à trois ans à la suite d'une méningite. Daphné est une fille modèle, obéissante et qui n'a pas l'habitude de mentir. Elle est passionnée de Basketball et jouait dans une équipe à Carlton dont son père était le coach. Elle adore faire de la moto et a un vrai talent pour la cuisine.
- Bay Kennish est la fille biologique de Regina Vasquez et Angelo Sorrento, et la fille légale de John et Kathryn Kennish. Elle est aussi née le 22 octobre 1995, quelques minutes avant Daphné. Bay est une artiste passionnée, qui réalise des tags et des graffitis artistiques dans la ville mais aussi de nombreux tableaux et œuvres. Elle a un fort caractère.
- Régina Vasquez est la mère légitime de Daphné, et celle biologique de Bay. Elle est une ancienne alcoolique, qui va aux réunions d'alcooliques anonymes. Elle est devenue sobre après que son petit-ami Angelo l'ait quittée (il croyait qu'elle l'avait trompé et que Daphné n'était pas sa fille) afin de devenir une meilleure maman pour sa fille. Il a été révélé que Regina savait à propos de l'échange, mais qu'elle n'en a jamais rien dit, ayant peur de la possibilité que Daphné lui soit retirée. Regina n'est pas très bien acceptée par les Kennish à cause de sa pauvreté et de ses décisions pour Daphné.
- John Kennish est le père de Bay et Toby, et le père biologique de Daphné. Il est un ancien joueur professionnel de Baseball, et possède une chaîne de centre de lavages de voiture. John a l'habitude de dépenser beaucoup d'argent, et possède un fort caractère, et lorsque quelque chose ne va pas dans le bon sens, il a tendance à blâmer les autres personnes et à prendre des décisions irréfléchies tout en accusant les autres d'avoir fait la même chose
- Kathryn Kennish est la mère de Bay et Toby, et la mère biologique de Daphné. Kathryn est une femme belle, gentille, qui déteste laisser John prendre des décisions seul. En vivant à côté de Régina, elle se rend compte que sa vie de femme au foyer ne la satisfait plus et elle décide de voler de ses propres ailes en prenant des cours de claquettes et de psychiatrie. Elle écrit son propre livre concernant l'échange, et demande de l'aide à Regina afin qu'elle lui donne son point de vue, afin de contrer la journaliste Sarah Lazar. Kathryn est aussi une acheteuse compulsive et ne laisse pas beaucoup de liberté à ses enfants. Elle n'aimait pas Regina au début mais l'apprécie petit à petit.